# لينغ بو
لينغ بو (بالإنجليزية: Ling Po)‏ هو رسام أمريكي، ولد في 28 أبريل 1917 في بكين في الصين، وتوفي في 28 أبريل 2014.